# Песегов, Евгений Валентинович
Евге́ний Валенти́нович Песе́гов (21 февраля 1989, Красноярск) — российский футболист, полузащитник клуба «Ленинградец». Мастер спорта России (2024)

## Ранние годы
Начал заниматься футболом в красноярской ДЮСШ «Юность» у Виталия Зырянова. В 2003 году начал заниматься в Академии футбола имени Юрия Коноплёва.
В 16 лет получил разрыв крестообразной связки, но сумел восстановиться с минимальными потерями. В этот период проходил чемпионат Европы среди 17-летних юношей, на который Евгений не попал. Позже он признавался, что переживал из-за этого.

## Профессиональная карьера

### Старт
В 2006—2007 играл во втором дивизионе за «Крылья Советов-СОК». Сезон 2008 года провёл во втором дивизионе за клуб «Тольятти», в конце года в составе сборной зоны «Урал-Поволжье» стал бронзовым призёром молодёжного турнира «Надежда».

### «Крылья Советов»
В 2009 году перешёл в самарские «Крылья Советов». Первый матч за них сыграл 15 июля 2009 года в 1/16 финала Кубка России против «Челябинска». В Премьер-лиге дебютировал 30 октября 2009 года, выйдя на замену в матче против казанского «Рубина».

До конца сезона Песегов ещё дважды выходил на замену, после чего в 2010 году отдавался в аренду «Нижнему Новгороду», выступавшем в первом дивизионе, и оренбургскому «Газовику» из второго дивизиона. Песегов признавался, что совершил ошибку, уйдя из «Крыльев»:
— «Крылья» должны были заплатить за меня в течение года, а они этого не сделали. Начали придумывать варианты: «Вернись в академию, а мы возьмем тебя в аренду». Я по молодости доверился. Мог разорвать контракт и как свободный агент рассматривать другие варианты, а я вернулся в академию, но «Крылья» меня не взяли. И поехал по арендам в низшие лиги.

### После ухода из «Крыльев Советов»
В 2011 году подписал полуторагодичное соглашение с клубом ФНЛ «Волгарь-Газпром» (Астрахань). С сентября 2011 года играл за «Академию» во втором дивизионе.
В феврале 2012 года Песегов подписал контракт с клубом второго дивизиона «Сызрань-2003». В начале 2013 года перешёл в «Химки».
В дальнейшем играл за «Тюмень», «Зенит» (Пенза), «Локомотив» (Лиски), «Динамо» (Санкт-Петербург). В составе «Динамо» в 2017 году стал победителем группы «Запад» ПФЛ. Играл также за «Сочи» и волгоградский «Ротор», с которыми выходил в премьер-лигу.
В премьер-лиге в общей сложности сыграл 31 матч.
В июне 2021 года подписал двухлетний контракт с тольяттинским «Акроном». 4 июня 2024 года покинул «Акрон» из-за окончания контракта.

## Сборная России
В августе в составе студенческой сборной России участвовал во Всемирной Универсиаде 2011 года в Шэньчжэне, где россияне стали четвёртыми.
В мае 2012 года получил вызов во вторую сборную России.

## Достижения
«Акрон»
- Бронзовый призёр Первой лиги России: 2023/24

## Семья
Старший брат Юрий (1981) — бывший футболист, полузащитник назаровской «Виктории» и красноярского «Металлурга».

## Вне футбола
Любит экстремальные виды спорта. Летал на самолёте с фигурами высшего пилотажа, неоднократно прыгал с моста на канате.
Ценит творчество Сальвадора Дали. Любит читать, интересуется произведениями Фёдора Достоевского, Льва Толстого и Александра Дюма.